# Francesca Bertolli
Francesca Bertolli (? Rome – 9 janvier 1767, à Bologne) est une contralto italienne du XVIIIe siècle. Elle est surtout connue pour son association avec Georg Friedrich Haendel, pour lequel elle a chanté dans plusieurs de ses opéras.

## Biographie
Les détails de son début de carrière ne sont pas connus, mais en 1728, elle est au service de la grande-duchesse de Toscane, chantant à Bologne et à Livourne. Après une première Académie Royale, Haendel a mis en place une deuxième société du même nom, basée au King's Theatre, et pour cette nouvelle entreprise, il engage Francesca Bertolli en 1729. Elle chante dans une quinzaine de ses opéras, ainsi que dans des œuvres d'Ariosti et un certain nombre de pasticcios. En 1733 cependant, elle fait défection à Haendel pour rejoindre la troupe rivale de l'Opéra de la Noblesse, avec Senesino et Antonio Montagnana ; elle y chante dans des opéras de Porpora et Bononcini, ainsi que dans l'Ottone de Haendel .
En 1736, cependant, elle revient vers celui-ci pour une autre année et se produire dans quatre ou cinq de ses œuvres. À la fin de ce deuxième engagement elle retourne en Italie, où elle continue à chanter jusqu'à son retrait de la scène en 1742. Sa retraite n'est pas totale, elle est connue pour avoir chanté dans un concert privé aux côtés d'Antonio Bernacchi à Bologne en 1746.
Les rôles qu'elle a assurés dans les opéras de Haendel comprennent entre autres : Armindo dans Partenope, Medoro dans Orlando, Ramisa dans Arminio, et Selene dans Berenice. Elle s'est spécialisée dans les rôles travestis (femme portant des habits masculins), et était célèbre pour sa beauté : Mme Pendawes, une amie proche de Haendel et commentatrice assidue de la scène à l'opéra de l'époque, la qualifie d'« une beauté parfaite, tout à fait une Cléopâtre ». Son attrait physique la fait remarquer par le Prince de Galles en 1733, mais sa voix ne correspond pas à son physique. Mme Pendarves fait peu de cas de ses talents de chanteuse, et les rôles qui lui sont dévolus suggèrent un manque de virtuosité et d'ambitus. Malgré cela, aucun autre chanteur, hormis Senesino et Anna Maria Strada n'ont autant participé à l'interprétation des compositions de Haendel.